# Aesalus scarabaeoides meridionalis
Aesalus scarabaeoides meridionalis es una subespecie de coleóptero de la familia Lucanidae.

## Distribución geográfica
Habita en Italia.